# Lapitz
Lapitz – część gminy (Ortsteil) Kuckssee w Niemczech, w kraju związkowym Meklemburgia-Pomorze Przednie, w powiecie Mecklenburgische Seenplatte, w Związku Gmin Penzliner Land. Do 31 grudnia 2011 samodzielna gmina